# Lekly Gyula
Lekly Gyula (Dés, 1853. szeptember 25. – Budapest, 1937. április 9.) állami felső ipariskolai tanár, tanácsos.

## Életrajz
Lehel-Lekly Károly birtokos, később hivatalnok, és Kaschnitz Karolina fia. Az 1860-as évek elején szüleivel Besztercére költözött. Középiskolai tanulmányait Debrecenben kezdte meg, ahol az I. osztályt elvégezve, Nagyváradra a Szent-József intézetbe került, ahol a vegyes vallású szülőktől származott és reformátusnak keresztelt ifjút szülői hozzájárulásával katolikus vallásban nevelték. Ez intézetnek öt esztendeig volt növendéke és mint VI. osztályú tanuló növendéktársai közt önképzőkört alakított, melynek ő volt az elnöke. Két évig rokonánál, Ritóok Zsigmond (a királyi tábla későbbi elnöke) házánál lakott és a premontreiek nagyváradi főgimnáziumában végezte a VII. és VIII. osztályt. A budapesti egyetemen a bölcseleti fakultás hallgatója lett és egyidejűleg katonai kötelezettségének is eleget tett a 32. gyalogezredben. 1876-ig az országos tanárképző tanárjelöltje volt és ez évben a kassai magyar királyi gépészeti közép (később felső-) ipariskolában helyettes, 1879-ben rendes tanár lett. A kassai kereskedő ifjak társulatának tizenkét évig volt elnöke; a dalegyletnek egyik elnöke; a női dalos egyesületnek igazgatója; a Kazinczy-körnek elnöke; a takarék-egyletnek igazgatósági tagja; a kassai társalgási egyletnek (nagy kaszino), mely 1828-ben alakult, igazgatója; a gépészeti középipariskola önsegélyző egyletének alapító elnöke volt.
Politikai, társadalmi, szépirodalmi cikkei s könyvismertetései a kassai lapokban jelentek meg. Cikkei a kassai állami középipariskola Értesítőjében (1877. A Balaton és vidéke, 1879. Napoleon mint államférfi, 1881. Iparunk fejlődésének akadályai és a nevelés, 1886. Báthori Zsigmond); a Verédy Károly, Paedagogiai Encyclopaediájában (Bpest, 1886. az irodalomtörténeti cikkek nagy részét írta); az Abauj-Kassai Közlönyben (1886. Szerbián és Románián keresztül, tárcák); a Magyarország vármegyéi és városai. I. k. ABauj-Torna vármegye és Kassa. Bpest, 1896. c. munkában (Kassa társadalma.)

## Munkái
- Az egyetemes történelem. Kassa, 1880. (Mint kézirat.)
- Közművelődési egyesületek és Kassa. Kiadta a kassai nemzeti-kör. Uo. 1885.
- Olaszhoni utazásom. Uo. 1888.
- Francziaországon és Svájczon keresztül. Uo. 1889. (Különnyomat a Felső-Magyarországból.)
- Az egyszerű és kettős könyvvitel. Uo. 1889. (Mint kézirat.)
- A kassai m. kir. gépészeti középipariskola története 1878-1896. Uo. 1896. (Különny. az intézet Értesítőjéből.)

Részt vett a Szabadságharcz Emlék-Albuma szerkesztésében (Kassa, 1896. Ebben czikke: A kassai lovas nemzetőrség zászlószentelési ünnepélye) és a Honvéd Albumot szerkesztette Hohenauer Ignáczczal (Kassa, 1900.)
A Pannonia napilap társszerkesztője 1898 óta.